# Alejandro Palmarola Bejerano
Alejandro Palmarola Bejerano (La Habana, 5 de junio de 1980) es un biólogo, botánico y ambientalista cubano. Es conocido por liderar varios proyectos y organizaciones ambientalistas. Es actualmente Presidente (CEO) de La Quinta S.U.R.L., una empresa pública de contribución social que gestiona el Jardín Botánico de La Habana "Quinta de los Molinos" y el Aquarium de La Habana Vieja. Fue investigador del Jardín Botánico Nacional de Cuba donde llegó a ocupar los cargos de jefe del Laboratorio de Conservación de Plantas (2005-2019) y director de Desarrollo y Relaciones Institucionales (2019-2022). Ha sido presidente de la Sociedad Cubana de Botánica desde 2014 hasta 2022 y de la Asociación Latinoamericana de Botánica (2019-2025).Es Director de Comunicación y confundador de la ONG canadiense Planta! Plantlife Conservation Society. y punto focal de "Conservación y Uso Sostenible" del Grupo de Especialistas en Plantas Cubanas - UICN/CSE.  

## Distinciones
- IAPT Research Grant (2006)
- Beca Red Latinoamericana de Botánica (2006)
- Alumni Grant - BP Conservation Programme (2006)
- Alumni Grant - Conservation Leadership Programme (2007, 2013)
- IdeaWild Grant (2007, 2010)
- Botanic Garden Conservation International Grant (2009)
- Conservation Leadership Award 2012
- Whitley Award 2014 & 2017
- MBZ Species Conservation Fund Grant (2015)
- Fauna & Flora International Project - Global Tree Campaing  (2016)
- Premio de la Academia de Ciencias de Cuba (2016, 2018)
- Premio Especial del Ministerio de Ciencia, Tecnología y Medio Ambiente (2016, 2018)
- Premio Especial del Rector UH (2018).